# Шестакова, Лариса Леонидовна
Лари́са Леони́довна Шестако́ва (род. 17 января 1953) — советский и российский лингвист, лексикограф.

## Биография
В 1976 году окончила филологический факультет Московского государственного университета имени М. В. Ломоносова, в 1976—1979 годах училась там же в аспирантуре. В 1980 году защитила диссертацию на соискание учёной степени кандидата филологических наук по теме «Лексика и фразеология, связанная с темой поэзии, в русской стихотворной речи второй половины XVIII — первой половины XIX в.». Работала в Научно-исследовательском институте преподавания русского языка в национальной школе, в издательстве «Русский язык». С 1990 года работает в Институте русского языка имени В. В. Виноградова Российской академии наук; в настоящее время — главный научный сотрудник отдела корпусной лингвистики и лингвистической поэтики. С 2007 года — руководитель группы «Словаря языка русской поэзии XX века», с 2003 года — ответственный редактор томов Словаря. В 2012 году защитила диссертацию на соискание учёной степени доктора филологических наук по теме «Русская авторская лексикография: теория, история, современность».
Научные интересы: лексикология, лексикография (общая, авторская, компьютерная), лингвистическая поэтика, стилистика, язык русской поэзии XIX—XX вв. Автор более 200 публикаций, в том числе монографий и словарей. Руководитель постоянного научного семинара «Теория и практика авторской лексикографии» в Институте русского языка. В 2011 году провела расширенный научный семинар «Авторская лексикография и история слов», посвященный 50-летию издания «Словаря языка Пушкина».

## Руководство грантами
- Грант РГНФ № 07-04-94593 «Словарь языка русской поэзии XX века. Т. III», 2007[1].
- Грант РГНФ № 08-04-12112 «Информационно-поисковая система „Словари русской поэзии Серебряного века“ с ориентацией на исследование корпуса поэтических текстов в общеязыковом, идиостилевом и эстетическом аспектах (на базе электронной версии „Словаря языка русской поэзии XX века“)», 2008—2010[1].
- Грант РГНФ № 09-04-16126 «Словарь языка русской поэзии XX века. Т. IV», 2009[1].
- Грант РГНФ № 10-04-16373 «Русская авторская лексикография: теория, история, современность», 2010[1].
- Грант РГНФ № 13-04-16007 «Словарь языка русской поэзии XX века. Т. V», 2013[1].
- Грант по Программе фундаментальных исследований Отделения историко-филологических наук РАН «Текст во взаимодействии с социокультурной средой: уровни историко-литературной и лингвистической интерпретации», проект «Формальный и семантический анализ поэтического текста», 2009—2011[1].
- Грант по Программе фундаментальных исследований Президиума РАН «Корпусная лингвистика» (32 П), проект «Поэтический корпус: 1910—1925 гг.», 2011[1].
- Грант по Программе фундаментальных исследований Президиума РАН «Корпусная лингвистика» (36П), проект «Поэтический корпус: 1940—1960 гг.», 2012—2014[1].

## Награды и премии
- Орден «За вклад в просвещение» (2010)[1]